# Sailly-en-Ostrevent
Sailly-en-Ostrevent är en kommun i departementet Pas-de-Calais i regionen Hauts-de-France i norra Frankrike. Kommunen ligger i kantonen Vitry-en-Artois som tillhör arrondissementet Arras. År 2022 hade Sailly-en-Ostrevent 667 invånare.

## Befolkningsutveckling
Antalet invånare i kommunen Sailly-en-Ostrevent
| Referens: INSEE |